# Hlîbokîi Iar, Bahciîsarai
Hlîbokîi Iar (în ucraineană Глибокий Яр) este un sat în comuna Skalîste din raionul Bahciîsarai, Republica Autonomă Crimeea, Ucraina.

## Demografie
Componența lingvistică a localității Hlîbokîi Iar
     Rusă (56,96%)
     Tătară crimeeană (29,77%)
     Ucraineană (9,22%)
     Alte limbi (0,65%)
Conform recensământului din 2001, majoritatea populației localității Hlîbokîi Iar era vorbitoare de rusă (56,96%), existând în minoritate și vorbitori de tătară crimeeană (29,77%), ucraineană (9,22%) și armeană (1,62%).